# 纤细飘拂草
纤细飘拂草（学名：[Fimbristylis gracilenta] 错误：{{Lang}}：文本有斜体标记（帮助））为莎草科飘拂草属下的一个种。

## 扩展阅读
維基物種上的相關：纤细飘拂草